# جميرا جاردن سيتي

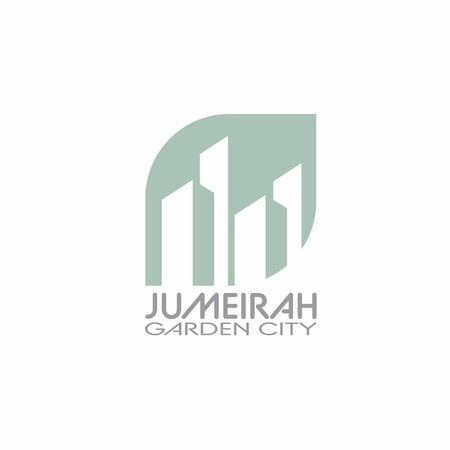
الشعار الرسمي

إطلالة على المخطط الرئيسي لجميرا جاردن سيتي

تشير الخطة الرئيسية لمدينة جميرا جاردن سيتي إلى إعادة تطوير 9,000,000-متر-مربع (97,000,000 قدم2) مساحة الأرض، المصممة لتكون جزءًا من خطة 2015 الاستراتيجية لدبي. يتكون المشروع من 12 منطقة بمساحة بناء متصورة تبلغ 14,000,000 متر مربع (150,000,000 قدم2). تهدف جميرا جاردن سيتي إلى تلبية احتياجات سكانها من 50،000 إلى 60،000 نسمة. سيكلف المشروع حوالي 350 مليار درهم (حوالي 95 مليار دولار). وتزامن الإعلان عن المشروع مع الأزمة المالية العالمية، وتم تعليق بناء المشروع بسبب الأزمة المالية العالمية.

## تطوير
سيتم بناء جميرا جاردن سيتي على مدى 12 عامًا، عبر منطقة شمال شارع الشيخ زايد بين شارع الضيافة وحديقة الصفا. كلفت ميراس للتطوير المهندس المعماري أدريان سميث من شركة أدريان سميث زجوردون جيل العمارة بتصميم أربعة مشاريع جديدة كجزء من خطة جميرا جاردن الرئيسية.
سيعيد التطوير تحديد مستويات المعيشة للأشخاص الذين يعيشون في أحياء دبي. سيتألف المشروع من سبع مناطق متميزة، على مساحة تقارب 110,000,000 قدم مربع (10,000,000 م2) من الأرض، بما في ذلك الجزر الاصطناعية المستصلحة. سيضم قسم واحد دبي بارك، والتي ستكون نصف مساحة حديقة الصفا. ستغطي المرحلة الأولى من حدائق جميرا حوالي 820,000 متر مربع (8,800,000 قدم2).

## مراحل البناء
ستتألف المرحلة الأولى من جميرا جاردن سيتي من ست كتل رئيسية من المكاتب الشاهقة والمتوسطة والمنخفضة الارتفاع، ومباني التجزئة والسكنية، وفندقين ومنطقة تسوق راقية. من المتوقع أن يبدأ تسليم المرحلة الأولى بنهاية الربع الأخير من عام 2011 وستكون المرحلة بأكملها جاهزة بالكامل في عام 2013. سوف تحتوي جميرا جاردن سيتي أيضًا على حديقة ضخمة ستحيط بجميع الشقق السكنية والفيلات والمباني المكتبية والتجارية الأخرى. يتكون هذا التطوير بشكل أساسي من إعادة تطوير السطوة والوصل، مع إدراج الجزر المطورة حديثًا قبالة الساحل للتطوير الشامل للأرض. كان المطور مِراس يخطط لثمانية مبانٍ بارزة في جميرا جاردن سيتي، ومع ذلك، تم إلغاء العديد منها مثل 1 دبي، 1 بارك أفينيو، وبرج مِراس بسبب مشاكل مالية. كما يشمل المشروع بارك جيت الذي سيتألف من مجمع من ستة مبانٍ. ستتكون الجزر الاصطناعية المستصلحة من الخليج الشرقي والساحلية وستشمل بشكل أساسي المساكن، ولكنها ستحتوي أيضًا على فنادق ومنتجعات.

## أهداف الاستدامة
من الناحية الاقتصادية، تساعد الممارسات المستدامة في تقليص التكاليف وستؤدي إلى تحسين إنتاجية الأفراد. على نطاق أصغر، سيجد أتباع ممارسات البناء المستدامة تحسينات كبيرة على نموذج البناء التقليدي مع متانة هيكلهم على المدى الطويل وتقليل تكاليف دورة الحياة. في ضوء هذه التأثيرات الإيجابية، من الواضح أن المباني الصديقة للبيئة لها أهمية قصوى على الصعيدين المحلي والعالمي. هذه سابقة للاستدامة هي الدافع وراء تطوير جميرا جاردن سيتي. تم تصور هذا التطور ليكون بمثابة تطوير يمثل أعلى معايير الاستدامة ومن المتوقع أن يكون مثالاً ثوريًا لبقية دبي، وكذلك بقية العالم.

## وسائل النقل
سيتم ربط المناطق ببعضها البعض وبقية دبي من خلال قناة مركزية، وشبكة من أنظمة النقل العام مثل الطرق والجادات، ونظام السكك الحديدية الخفيفة وكذلك ممرات المشاة.

## أنظر أيضا
- قائمة المباني الشاهقة في دبي
- شارع الشيخ زايد
- مشاريع دبي التنموية

## روابط خارجية
- Greentechno.ae
- Dubaichronicle.com
- xpress4me.com
- جلف نيوز.كوم نسخة محفوظة 11 أكتوبر 2008 على موقع واي باك مشين.
- Estatesdubai.com نسخة محفوظة 22 مارس 2009 على موقع واي باك مشين.